# مژگان بابامرندی
مژگان بابامرندی، نویسنده داستان در حوزه کودک و نوجوان است. وی متولد تهران و دارای کارشناسی در ادبیات فارسی و کارشناسی ارشد در ادبیات نمایشی است.

## جوایز
وی برگزیده نخستین جشنواره ادبی «کام یوسف» برای کتاب فقط بابا می‌تواند مرا از خواب بیدار کند و برگزیده پنجمین جشنواره مطبوعات کودک و نوجوان برای داستان پدربزرگ سلام بوده و در دوازدهمین جشنواره «کتاب سلام» برای کتاب پدربزرگ سلام مورد تقدیر ویژه قرار گرفته است.

## آثار
اولین داستان او با عنوان مجسمه در سال ۱۳۷۴ در مجله کیهان بچه‌ها به چاپ رسید. اولین کتاب داستان وی نیز با عنوان هدیه‌ای برای نرگس در سال ۱۳۷۵ توسط دفتر نشر فرهنگ اسلامی انتشار یافت.
از بابامرندی تاکنون بیش از ۲۰ عنوان کتاب داستان در حوزه کودک و نوجوان منتشر شده که عناوین برخی از آن‌ها به شرح زیر است:
- پدربزرگ سلام، انتشارات مدرسه، ۱۳۸۷
- حتی مردها هم گاهی گریه می‌کنند، انتشارات مدرسه، ۱۳۸۷
- اولین کلمه‌ام پروانه بود، انتشارات سروش، ۱۳۸۷
- آفتاب از من و مهتاب گذشت، انتشارات امیرکبیر، ۱۳۸۸
- راز چه مزه‌ای می‌دهد، انتشارات علمی - فرهنگی، ۱۳۸۹
- فقط بابا می‌تواند مرا از خواب بیدار کند، کانون پرورش فکری کودکان و نوجوانان، ۱۳۸۹
- خانم شاعر و آقای بتهوون، نشر پیدایش، ۱۳۹۰
- اسم سرخ‌پوستی من، انتشارات سروش، ۱۳۹۱
- من یک مرد عنکبوتی شبیه رستم خواهم شد، کانون پرورش فکری کودکان و نوجوانان، ۱۳۹۱
- مامانم گم شده‌ است، کانون پرورش فکری کودکان و نوجوانان، ۱۳۹۱
- من مادر مادربزرگم بودم، نشر پیدایش، ۱۳۹۶

وی همچنین مجموعه داستانی با عنوان گوینده اخبار سکوت کرده است (نشر روزنه، ۱۳۹۷) در حوزه بزرگسال دارد.
مژگان بابامرندی در بخش داستان تألیفی کودک و نوجوان کتاب سال جمهوری اسلامی ایران در ۱۳۹۰، نهمین جشنواره کتاب سال شهید حبیب غنی‌پور و چهارمین جشنواره ادبی پروین اعتصامی نیز جزو نامزدان دریافت جایزه بوده‌است.

## ویژگی آثارقشنگ است
در نقدی بر کتاب «اسم سرخ‌پوستی من»، داستان‌های مژگان بابامرندی قصه‌هایی برای نخوابیدن توصیف شده‌ است.